# Elezioni legislative in Francia del 1893
Le elezioni legislative in Francia del 1893 per eleggere i 574 membri della Camera dei Deputati si sono tenute dal 20 agosto al 3 settembre. Il sistema elettorale utilizzato fu un maggioritario a doppio turno per ogni arrondissement.
Le elezioni furono marcate da un forte astensionismo, causato dal proseguimento dello scandalo di Panama e dalle controversie circa il protezionismo adottato dai governi repubblicani per contrastare la Grande depressione.
Nonostante la maggioranza risultante dalle elezioni fosse repubblicana, questa per la prima volta si ritrovò lacerata da nuove correnti di pensiero:
- i boulangisti, benché privi di seggi, avevano spinto molti repubblicani nell'orbita nazionalista (circa 190 deputati);
- il Ralliement del clero francese, favorito da Papa Leone XIII, aveva permesso l'elezione di un gruppo minore ma importanti di politici cattolici;
- la formazione di una coalizione radical-socialista alla Camera, che raggruppava circa 122 deputati, in opposizione all'establishment "opportunista";
- la crescita dei socialisti, che avevano ottenuto una crescita esponenziale di seggi (da 11 a 49), ereditando molti voti precedentemente dati ai candidati boulangisti.[2]

Inoltre, per la prima volta la "questione ebraica" venne sollevata pubblicamente da molti candidati (specialmente nel Midi), ponendo le basi per l'aspro dibattito pubblico che seguirà l'affare Dreyfus del 1894.

## Risultati
| Partito                                    | Partito               | Voti       | Voti | Seggi |
| Partito                                    | Partito               | Numero     | %    | Seggi |
| ------------------------------------------ | --------------------- | ---------- | ---- | ----- |
|                                            | Sinistra              | 3 608 722  | 46,3 | 310   |
|                                            | Sinistra radicale     | 2 220 181  | 28,5 | 92    |
|                                            | Destra realista       | 816 789    | 10,5 | 58    |
|                                            | Socialisti            | 400 969    | 5,1  | 49    |
|                                            | Destra costituzionale | 452 946    | 5,8  | 35    |
|                                            | Estrema sinistra      | 126 231    | 1,6  | 30    |
|                                            | Boulangisti           | 170 783    | 2,2  | 0     |
| Totale voti                                | Totale voti           | 7 796 621  | 100  | 574   |
| Elettori iscritti                          | Elettori iscritti     | 10 443 378 | –    | –     |
| Astenuti                                   | Astenuti              | 2 646 757  | 25,3 | –     |
| Fonte: Rois & Présidents, France Politique |                       |            |      |       |